# 앤 코디

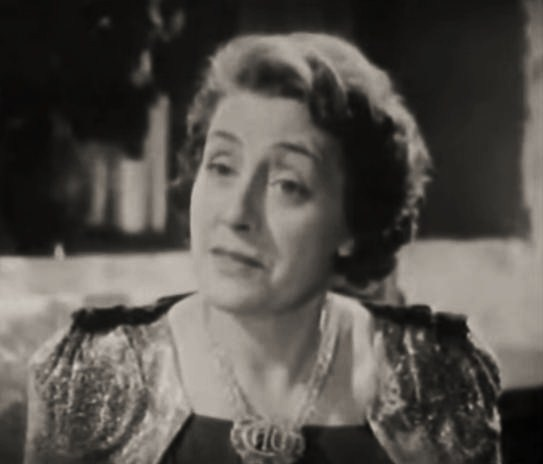

앤 코디(Ann Codee, 1890년 3월 5일 ~ 1961년 1월 1일)는 미국의 배우, 영화배우이다.
안트베르펜에서 태어났으며 할리우드에서 사망하였다. 사인은 심근 경색이다.

## 영화
- 캉캉 (1960년)
- 중단된 멜로디 (1955년)
- 키다리 아저씨 (1955년)
- 챔프 (1953년)
- 덴저러스 웬 웻 (1953년)
- 키스 미 케이트 (1953년)
- 우주 전쟁 (1953년)
- 왓 프라이스 글로리 (1952년)
- 미스터 임페리엄 (1951년)
- 고 포 브로크 (1951년)
- 헨리의 사랑찾기 (1951년)
- 형사 이야기 (1951년)
- 댓 미드나잇 키스 (1949년)
- 언피니시드 댄스 (1947년)
- 진실한 사랑 (1947년)
- 틸 더 클라우즈 롤 바이 (1946년)
- 홀리데이 인 멕시코 (1946년)
- 투나잇 앤 에브리 나잇 (1945년)
- 키티 (1945년)
- 미이라의 저주 (1944년)
- 수영하는 미녀 (1944년)
- 쉐인 온 하베스트 문 (1944년)
- 여성의 해 (1942년)
- 컴 리브 위드 미 (1941년)
- 내 사랑 아리즈 (1940년)
- 포효하는 20년대 (1939년)
- 씬 아이스 (1937년)